# Clogh (cratera)
Clogh é uma cratera marciana. Tem como característica 11.1 quilômetros de diâmetro. Deve o seu nome a Clogh, uma vila na Irlanda.